# 3791 Marci
3791 Marci (1981 WV1) là một tiểu hành tinh vành đai chính được phát hiện ngày 17 tháng 11 năm 1981 bởi A. Mrkos ở Klet.